# Euplexia flavescens
Euplexia flavescens là một loài bướm đêm trong họ Noctuidae.